# Palio del Velluto
Le Palio del Velluto (en français : Palio du Velours) est une manifestation populaire très ancienne dédiée aux saints apôtres Pierre et Paul patrons de la ville de Leonessa une commune italienne située dans la province de Rieti, dans la région Latium. Elle a lieu annuellement la dernière fin de semaine de juin.

## Histoire

### De l'origine à nos jours
Le tournoi avait lieu pendant la fête des saints apôtres patrons de Leonessa et avait été initialement instauré vraisemblablement par Ferdinand Ier d'Aragon en 1464.
Les premières informations écrites relatives au Palio del Velluto se trouvent dans les « Libri Camerlengo » (livres du camerlingue, trésorier de la commune) remontant au XVIe siècle.
Comme écrit sur le « Calendario delle feste del Regno di Napoli, con le Statutarie di Leonessa », la fête de saint Pierre durait huit jours (25 juin -3 juillet). Pendant cette période toute procédure civile et pénale était suspendue et l'Université mettait une somme d'argent à disposition des indigents.
Le jour le plus important était le 29 juin fête du saint patron. Le matin pendant la messe célébrée dans l'église saint Pierre avait lieu l'offrande des ceri (cierges) par la Corporation des Arts de l'Université. Cette dernière, selon les statuts de la cité, devait en offrir un pesant au moins cinq libbre (2,5 kg environ).
Dans la matinée avait aussi lieu la nomination et le serment des trois nouveaux consuls de l'« Arte della Lana ».
Le connestabile  (maître d'armes), par son statut, était tenu d'organiser la mostra delle arme (« la parade militaire ») et à faire tirer quelques coups d'arquebuse aux frais de la communauté, (« si obbliga a cacciare fore tutta l'artiglieria (archibusis) et scaricare a spese della comunità »).
S'ensuivait la déclaration des quantités de laine produite par chaque société de lanaioli, sous serment (« assignazione ») prêté dans les mains des nouveaux consuls.
La journée se terminait dans l'après-midi avec le tournoi Palio del Velluto qui, de 1538 à 1546 comme indiqué dans les divers livres du Camerlengo, consistait en une Cursa Annulum (course à l'anneau) parfois accompagnée par d'autres épreuves (course de chevaux, ânes, tir à l'arbalète, à l'arquebuse ou encore course à pied) selon le modèle traditionnel des divers palii des villes d'Ombrie-Abruzzes.
Les tournois se déroulaient sur la Piazza Grande In Platea Magna (actuelle Piazza 7 Aprile), qui pour l'occasion était décorée, comme le campanile de l'église Saint-Pierre, de riches draperies. Des jeunes filles « déférentes » partaient du Palazzo di Priori accompagnées par le Connestabile (haut dignitaire ayant des fonctions militaire), un panier de primeurs à la main, et se rendaient à l'église du saint patron. « Cuidam mulieri deferenti in palatium e ecclesia sancti Petri, cum comnestabilis… ».
Aux jeux participaient probablement les représentants des six Sesti, les six parties du territoire correspondant à la division administrative du territoire lors de la création de Leonessa.
Le gagnant remportait le  Pallium(drap) de velours rouge (« panno rubei »), dont la longueur était de sei braccia (six brasses) et valait treize Carlini d'argento (le prix d'un mouton).
Le Palio del Velluto a atteint son apogée entre 1540 et 1557 en même temps que celui l'Arte della lana (corporation de la laine) sous la gouvernance de la ville par Marguerite de Parme.
Le Palio était tellement important pour le peuple que souvent il était source de bagarres publiques. Particulièrement graves celles de 1557 qui coûtèrent la vie à plusieurs personnes et eut comme conséquence la suspension de la manifestation.

« Per il che si disturba il quieto vivere, et se causa il disshonore del culto divino che in tanto grande solennità succedono questioni et effusioni di sangue humano »

Après une trêve de 440 ans, la commune de Leonessa a restauré cette manifestation en 1997.
Elle se déroule désormais la dernière fin de semaine du mois de juin et s'articule autour d'un dense programme de festivités.
Deux grands cortèges allégorico-historiques, regroupant environ 600 figurants des divers Sesti, rappellent la visite en 1542 de Marguerite de Parme à Leonessa et font l'objet de spectacles d'art de rue, concerts de musiques renaissance, représentations théâtrales, ouverture des tavernes ainsi que les tournois validant l'attribution du palio : course à l'anneau, course du pain, tir à la corde.
Depuis quelques années l'organisation de la manifestation est confiée à l'Ente Palio del Velluto, une organisation de bénévoles qui s'occupe d'étudier, de valoriser et faire revivre l'histoire et les traditions locales.

### La corsa dell'anello
Parmi les diverses épreuves la course à l'anneau est la plus importante car elle attribue le plus grand nombre de points.

#### À la Renaissance
La course à l'anneau est issue de la joute médiévale qui prend ses racines des entraînements des chevaliers armés.
Dans la région Ombrie-Abruzzes, le tournoi s'affirme entre la fin du XIVe  et le  XVe siècle simultanément aux courses de chevaux.
Leonessa avait déjà une tradition dans ce type de compétition car, depuis le XVe siècle, ses jockeys participaient déjà aux épreuves des villes limitrophes comme Rieti.
Au XVIe siècle Narni, Foligno, Ascoli et Aquila adoptèrent la Corsa dell'Anello au détriment de la course à chevaux.
Cette course est documentée dans les livres du Camerlengo d'une manière ininterrompue depuis 1538 jusqu'en 1557 « Pro festo Santi Petri, Pro cursa annuli, Carlini duos » 
L'épreuve était surtout un exercice de tir et d'habileté. Un cavalier lancé en pleine course devait enfiler à l'aide d'une lance  un anneau (souvent en argent) attaché à un ruban soutenu par deux cordes.
La course se déroulait sur la Piazza Grande In Platea Magna (actuellement Piazza 7 Aprile). Le gagnant remportait le Palio del Velluto, un drap de velours rouge d'environ deux mètres et d'une valeur de 13 Carlini d'argent « Pro tribus braccis panney rubey pro paliijs in dicto festo, Carl. Tres decim ».
Mais plus que la valeur vénale prévalait celle symbolique de l'archétype du vessillo, emblème du commandement et de la supériorité physique et spirituelle.

#### Aujourd'hui
La corsa dell'anello est identique à celle qui se pratique à Narni depuis 1968.
Six cavaliers représentant les six Sesti participent à l'épreuve.
Le tournoi consiste à parcourir un tracé formé de deux demi-cercles réunis par un parcours rectiligne où, dans chaque couloir, sont installés deux anneaux respectivement de 8 cm et 6 cm de diamètre. Le départ est matérialisé par deux espaces tracés où les chevaux tenus par un palefrenier attendent le signal de départ.
Les chevaliers s'affrontent par deux en partant de deux endroits et, comme dans une épreuve de poursuite, ils parcourent le tracé une fois et demi.
Les cavaliers doivent enfiler à l'aide d'une lance de 2,8 m de long les deux anneaux qui donnent droit respectivement à 10 et 15 points. Le gagnant est le concurrent qui enfile les deux anneaux et qui, après déduction des éventuelles pénalités, a parcouru le trajet dans le meilleur temps.

## Les six zones (Sesti)

### Histoire

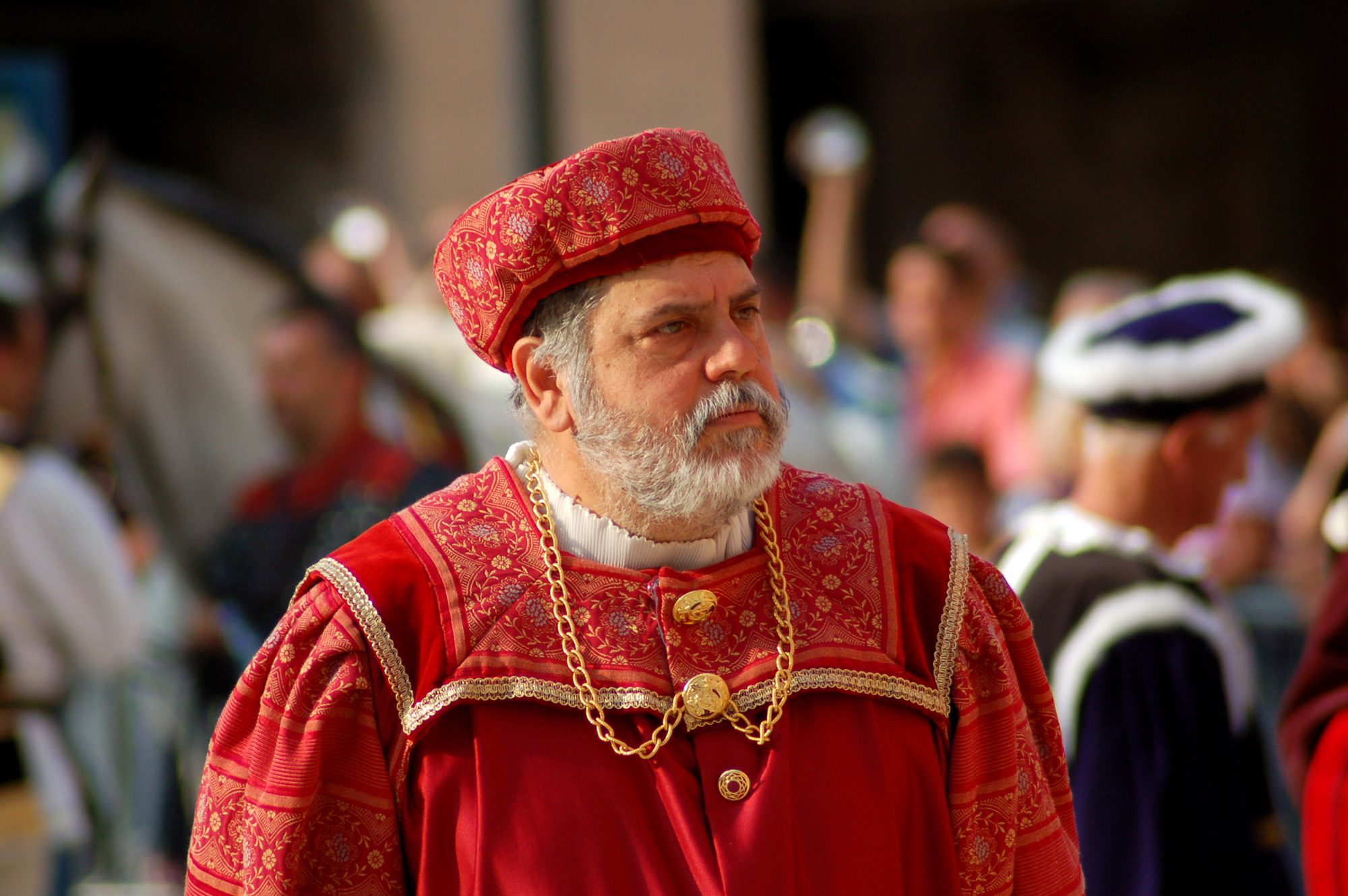
Le Priore

Vers le milieu du XIIIe siècle les habitants des villages du plateau, afin de se défendre des incursions de mercenaires en provenance du duché de Spolète et du royaume de Naples, se réunirent sous la protection de Charles Ier d'Anjou dans la zone Ripa di Corno, un important croisement routier stratégique à la frontière septentrionale du royaume de Naples. Leonessa prit corps et à l'époque elle était appelée de diverses façons, Conexa, Gonessa-Ripa di Corno, Laconexa, Ligonissa, Leonessa.
En 1278 le territoire fut partagé en six zones territoriales appelées Sesti.
Les Sesti n'étaient pas seulement des divisions territoriales, elles eurent une importante fonction sociale et politique.
Les « chefs des familles » des villages, qui gardèrent tous leurs droits civiques, étaient appelés « Sestieri » tandis que les étrangers et nouveaux arrivants étaient d'office inscrits dans le sesto de  Forcamelone.
Les grandes familles patriarcales étaient appelés Fochi, composés de fils, neveux et belles-filles qui restaient au foyer afin de ne pas payer la taxe familiale (focatico).
Chaque  sesto  élisait deux  massari  tous les trois ans, 36 représentants, qui à leur tour désignaient pour quatre mois un prieur (Priore).
Les   Magnifici Priori  représentaient la plus haute autorité et devaient résider pendant tout leur mandat dans le Palazzo Priorale (aujourd'hui disparu) qui se trouvait Piazza 7 Aprile. Sous aucun prétexte ils ne pouvaient s'éloigner de Leonessa et devaient porter pendant les audiences un ample manteau écarlate confectionné aux frais de la cité et symbole du pouvoir.

## Les Sesti actuels
- Corno (Sant'Egidio di Corno avec les territoires des châteaux de Vallonina et de Ripa)
- Forcamelone  (San Nicola di Forcamelone)
- Poggio (San Nicola di Poggiolupo)
- Croce (Santa Maria di Croce)
- Torre  (Santa Maria di Torre)
- Terzone  (San Venanzii Terzone)

### Programme
- Vendredi soir : remise des clés au capitaine du peuple et investiture des cavaliers, épreuve de La gentil disfida, un spectacle de cour réservé aux seules dames.
- Samedi : lecture du règlement, bénédiction des cavaliers et épreuve de la Corsa dell'Anello.
- Dimanche : défilé historique en costumes d'époque, épreuve de la Corsa del Pane entre les dames des Sesti, proclamation du vainqueur et proclamation de la Madonna del Palio del Velluto du sesto gagnant.

### Derniers vainqueurs
- 1997 - Sesto POGGIO
- 1998 - Sesto CROCE
- 1999 - Sesto FORCAMELONE
- 2000 - Sesto FORCAMELONE
- 2001 - Sesto CORNO
- 2002 - Sesto FORCAMELONE
- 2003 - Sesto TERZONE
- 2004 - Sesto TORRE
- 2005 - Sesto TERZONE
- 2006 - Sesto FORCAMELONE
- 2007 - Sesto CORNO
- 2008 - Sesto FORCAMELONE
- 2009 - Non assigné (Sesto FORCAMELONE)
- 2010 - Sesto CORNO

## Sources
- Voir liens externes